# Luke Perry (Volleyballspieler)
Luke Perry (* 20. November 1995 in Murdoch) ist ein australischer Volleyballspieler.

## Karriere
Perry begann im Jahr 2009 mit dem Volleyballspielen. Im Jahr 2012 wechselte er in das Australian Institute of Sport, um dort mit talentierten Spielern zu trainieren. 2014 erfolgte der Wechsel zu Lakkapää Rovaniemi, wo er in der Saison 2014/15 zum besten Libero der finnischen Liga ausgezeichnet wurde. In der Saison 2015/16 spielte Perry beim deutschen Bundesligisten VfB Friedrichshafen und wurde Vizemeister. Danach wechselte er zum deutschen Meister Berlin Recycling Volleys. Mit dem Verein erreichte er in der Saison 2016/17 das DVV-Pokalfinale und wurde deutscher Meister. In der folgenden Saison kam Berlin ins Viertelfinale des DVV-Pokals und schaffte die Titelverteidigung in der Bundesliga. Danach wechselte er zum polnischen Verein Asseco Resovia Rzeszów.